# Яковлев, Евстафий Григорьевич
Евста́фий Григо́рьевич Я́ковлев (14 [27] апреля 1914  — 16 апреля 1945) — советский офицер, Герой Советского Союза (1945, посмертно), участник Великой Отечественной войны в должности командира стрелковой роты 1054-го стрелкового полка 301-й стрелковой Сталинской ордена Суворова II-й степени дивизии 9-го Краснознамённого стрелкового корпуса 5-й ударной армии 1-го Белорусского фронта, старший лейтенант.

## Биография
Родился 14 (27) апреля 1914 года в деревне Сходнево-Чертанла (ныне Лениногорский район, Татарстан, Россия) в крестьянской семье. Чуваш. Окончил 5 классов, курсы механизации. Работал в колхозе трактористом.
В Красную Армию призван в октябре 1939 года Ново-Письменским райвоенкоматом Татарской АССР. Участник Великой Отечественной войны с июня 1941 года. В 1943 году окончил курсы младших лейтенантов.
Командир стрелковой роты 1054-го стрелкового полка (301-я стрелковая дивизия, 9-й стрелковый корпус, 5-я ударная армия, 1-й Белорусский фронт) старший лейтенант Евстафий Яковлев умело организовал боевые действия вверенной ему роты 16 апреля 1945 года в районе железнодорожной станции «Вербиг» ныне — «Нойлангзов», расположенной северо-восточнее города Зелов (Германия).
Получив приказ командира стрелкового батальона майора Перепелицына уничтожить гитлеровцев, вооружённых фаустпатронами, которые не дали возможности советским танкистам поддержать атаку его батальона, старший лейтенант Яковлев Е. Г. смело и решительно повёл воинов своей роты в бой.
Зайдя во фланг группе противника, отважный офицер поднял роту на решительную атаку и в первых рядах стрелков сам обрушился на фашистских «фаустников». Забросав врага гранатами и расстреливая их огнём из винтовок и автоматов, стрелковая рота Яковлева уничтожила три десятка «фаустников», из которых четверых уничтожил лично старший лейтенант Яковлев. В этом бою мужественный командир роты был смертельно ранен. Скончался 16 апреля 1945 года.
Но успех боя, ставшего последним для старшего лейтенанта Евстафия Яковлева, был уже решён: советские танки вырвались на оперативный простор. За ними, преследуя противника, неудержимо двинулась пехота. Это пошёл в бой второй эшелон 301-й стрелковой дивизии.
Старший лейтенант Яковлев Е. Г. похоронен на офицерском кладбище города Костшин-над-Одрой, Польша.
Указом Президиума Верховного Совета СССР от 31 мая 1945 года за образцовое выполнение боевых заданий командования на фронте борьбы с немецко-фашистскими захватчиками и проявленные при этом мужество и героизм старшему лейтенанту Яковлеву Евстафию Григорьевичу посмертно присвоено звание Героя Советского Союза.

## Награды
- Медаль «Золотая Звезда» Героя Советского Союза;
- орден Ленина;
- орден Красного Знамени;
- орден Отечественной войны 1-й степени;
- орден Красной Звезды;
- медали.

## Память
В родной деревне в честь Героя установлен обелиск. Его именем названа улица в Лениногорске и там же на Аллее Героев установлен бюст.